# Homoserina

L-Homoserina

La Homoserina es un α-aminoácido con fórmula química HO2CCH(NH2)CH2CH2OH. La L-Homoserina no es uno de los aminoácidos codificados por el ADN, difiere de la serina por la inserción de un grupo metileno adicional.
La homoserina es un intermedio en la biosíntesis de tres aminoácidos esenciales: metionina, treonina (isómero de la homoserina) e isoleucina (a partir de la treonina). Se forma por dos reducciones del ácido aspártico mediante la intermediación del aspartato semialdehído. Las reducciones son catalizadas por la aspartato semialdehído deshidrogenasa y la homoserina deshidrogenasa.
- Datos: Q418214